# Bidache
Bidache (in basco: Bidaxune; in guascone: Bidaishe) è un comune francese di 1 311 abitanti situato nel dipartimento dei Pirenei Atlantici nella regione della Nuova Aquitania.

## Società

### Evoluzione demografica
Abitanti censiti

## Luoghi di culto a Bidache

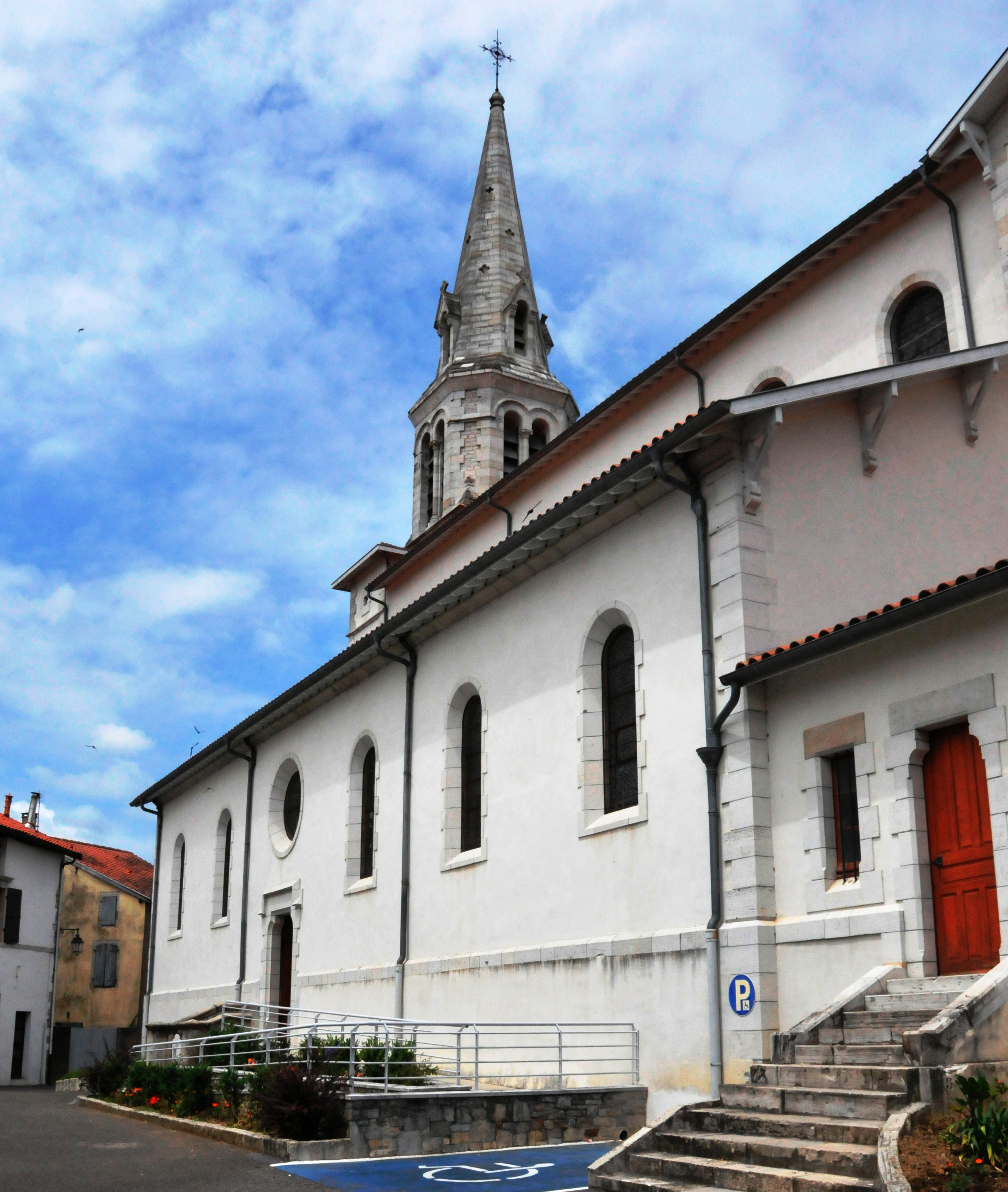
La chiesa di San Giacomo Maggiore
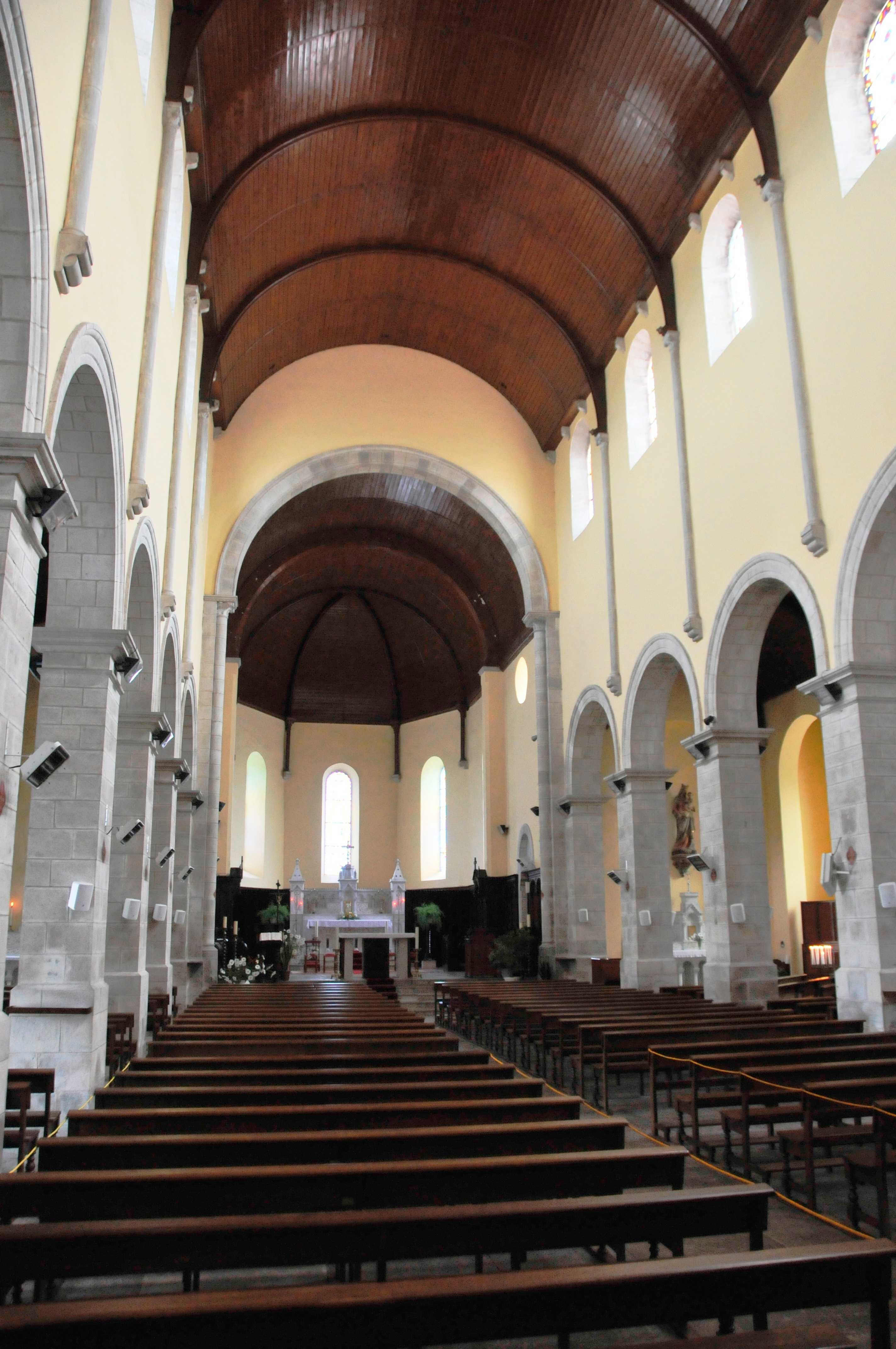
L'interno della chiesa di San Giacomo Maggiore
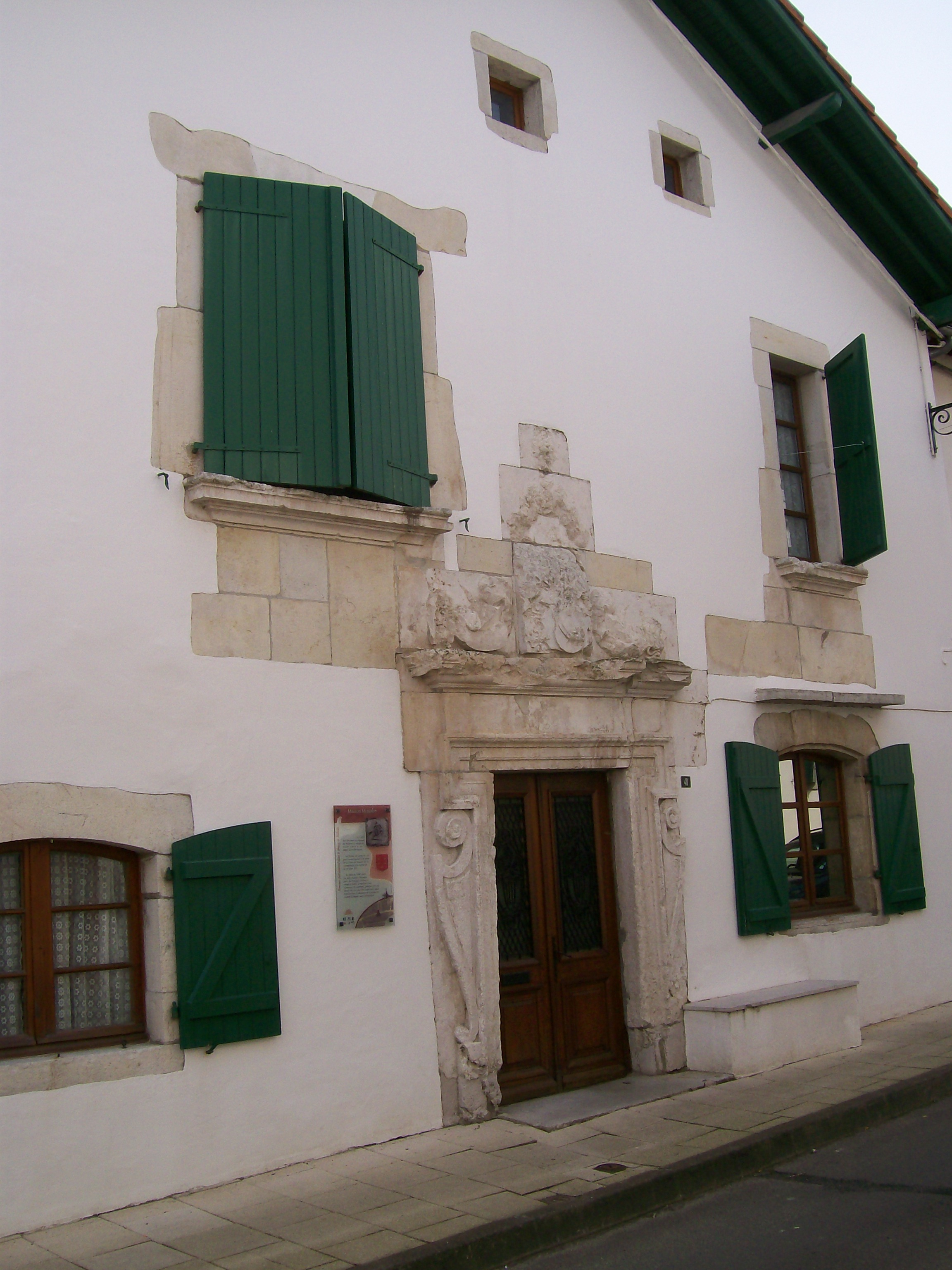
La sinagoga

## Storia
Il piccolo territorio autonomo si estendeva sulla parrocchia omonima nella Navarra, ai piedi dei Pirenei ad est di Bayonne. Di fatto divenne autonomo dal 1434 quando non fu più reso omaggio al regno di Navarra. Ma è dal 21 ottobre 1570 che Bidache fu dichiarata sovrana dal duca Antonio de Gramont suo signore. 
Da allora i signori de Gramont pubblicavano atti che inequivocabilmente ne affermavano la piena sovranità tollerata dai sovrani francesi.
Il 9 maggio 1710 una sentenza del procuratore generale del Parlamento francese della Navarra dichiarò, a seguito di un caso giudiziario, la sua competenza sul principato, ordinando al giudice di Bidache di comparire davanti al Parlamento per rispondere sui fatti, mettendo così implicitamente in discussione la sovranità dello staterello. I Gramont presero molto seriamente la questione e impugnarono immediatamente la sentenza che metteva in dubbio la loro sovranità. Il caso arrivò fino al Consiglio di Reggenza a Versailles senza che questo si esprimesse sul merito, riconoscendo così di fatto i diritti sovrani della famiglia.
L’ultimo duca sovrano fu Antoine VII de Gramont, nato nel 1722 da Louis, duca de Gramont, conte de Lesparre e pari di Francia (1689-45).